# Ataràxia
L'ataràxia (en grec antic ἀταραξία) és la disposició de l'ànima proposada pels epicuris, estoics i escèptics, gràcies a la qual assolim l'equilibri emocional, mitjançant la disminució de la intensitat de les nostres passions i desigs i la fortalesa de l'ànima davant l'adversitat, i finalment la felicitat, que és la finalitat d'aquests tres corrents filosòfics. L'ataràxia és, per tant, tranquil·litat, serenitat i impertorbabilitat en relació amb l'ànima, la raó i els sentiments.

## Segons l'epicureisme
Segons Epicur, hi ha dues classes de desigs: els naturals necessaris, relacionats amb la supervivència; i els naturals no necessaris, que provenen de la cultura, la política i la vida social. La satisfacció dels desigs és el que produiria plaer, el qual al seu torn per als epicuris és el que condueix a la felicitat, tanmateix, hi ha plaers que condueixen a un dolor més gran que el plaer inicial, aquests plaers produeixen intranquil·litat i han de ser evitats per la raó, atès que allunyen de l'ataràxia. La filosofia és una via envers l'ataràxia, car aquesta és considerada també «la tranquil·litat espiritual pròpia del savi que distingeix els desigs naturals dels que no ho són i és capaç d'allunyar-se d'allò que és superflu».
Les classes estan dividides en:
- Els plaers naturals i necessaris: només els plaers que tenen a veure amb la vida de l'individu.
- Els plaers naturals però no necessaris: són tots els plaers que constitueixen les variacions supèrflues dels plaers naturals (menjar, vestir, etc.).
- Els plaers no naturals i no necessaris: són tots els plaers superflus, nascuts en les opinions dels homes (desig de poder, d'honor, etc.). Aquests plaers no treuen dolors del cos, sempre porten problemes a l'ànima.

## Segons l'estoïcisme
L'estoïcisme fou la darrera gran escola de filosofia grega a ser fundada, i continuà existint fins al 529 dC, quan l'emperador Justinià I va fer tancar l'Escola d'Atenes.
La via per arribar a l'ataràxia és atènyer la llibertat i la tranquil·litat essent aliè a les comoditats materials, la fortuna externa, i dedicant-se a una vida guiada pels principis de la raó i de la virtut. Assumint una concepció materialista de la natura, seguiren Heràclit en la creença que la substància primera es troba en el foc i en la veneració del logos; que identificaven amb l'energia, la llei, la raó i la providència trobades en la natura.
Per a ells l'ataràxia consistia principalment a adequar els desitjos propis a la racionalitat de la natura, aprenent a diferenciar les coses que depenen d'un mateix de les que en són independents. Per trobar l'ataràxia, també és necessari eliminar les pors als déus i a la mort, així com no queixar-se per les inclemències de l'esdevenidor.

## Segons l'escepticisme
En el cas dels escèptics, un corrent filosòfic basat en el dubte, no creuen en una veritat objectiva perquè tot és subjectiu, depenent del subjecte que estudia i no de l'objecte estudiat.
Promulguen la suspensió del judici (a priori, universal i necessari), perquè en no creure en res, no entraven en conflictes amb ningú, per aconseguir l'ataràxia, com a serenitat i impertorbabilitat de l'ànima.
L'escepticisme proposava, sense imposar-ho, un estat d'ànim permanent i pacífic en els seus deixebles.
El filòsof Hume adoptà alguns dels aspectes de l'ataràxia escèptica, si bé no tots els mateixos.

## Segons el budisme
El budisme, doctrina oriental basada en les ensenyances de Siddharta Gautama el segle vi aC, afirma que la causa principal del dolor per angoixa és el desig (qualsevol desig, que per anar sempre associat al temor i a l'esperança, fa angoixar el cor). Per la qual cosa la fuita o redempció del dolor rauen en l'extinció o nuesa —nirvana— de tot desig o afecció pertorbadora, com especialment del desig de viure.
La mena d'ataraxia del budisme té similituds sobretot amb la dels estoics, explicada en aquesta pàgina.